# Aranzazu Serrano Lorenzo
Aranzazu Serrano Lorenzo (Madrid, 1975) es periodista y escritora de literatura fantástica española, autora de la saga Neimhaim. Su labor literaria ha sido reconocida con importantes nominaciones dentro de su género, siendo finalista de los Premios Ignotus, los Premios Kelvin y los premios ESFS (European Science Fiction Awards) concedidos por la European Science Fiction Society a la Mejor Novela.
Licenciada en Ciencias de la Información por la Universidad Complutense de Madrid, Aranzazu Serrano Lorenzo ha trabajado en medios de comunicación como Europa Press, el diario 20minutos y revistas del grupo Vocento y del grupo Hearst. En ocasiones ha compatibilizado su profesión periodística con el diseño gráfico, labor que ejerció para El Mundo y Europa Press y más frecuentemente en el sector publicitario.

## Biografía
Nacida en marzo de 1975, Aranzazu Serrano Lorenzo creció en el madrileño barrio de Aluche. Mostró un interés precoz por la literatura; escribió su primer cuento a los siete años con ayuda de su entonces vecino, Alfredo Gómez Cerdá (Premio Nacional de Literatura Juvenil 2009). 
A los 15 años ganó el premio Pluma de Oro con el relato Natus Pacis, ambientado en el Imperio Romano. Dos años después terminó su primera novela, una historia no publicada de viajes en el tiempo sobre el descubrimiento de América. A los 18 años, fascinada por la mitología nórdica, se lanzó a crear un mundo propio: Neimhaim, una obra vital que ha alimentado más de 20 años y proceso creativo en el que todavía se halla inmersa.
Su propósito con esta saga es renovar los estereotipos de la fantasía épica, invirtiendo los roles de género tradicionales y actualizando la figura clásica del héroe.

## Obras
Su primera novela publicada, Neimhaim. Los hijos de la Nieve y la Tormenta (Plaza&Janés - Penguin Random House, 2015), tuvo una excelente acogida tanto en ventas como de crítica. Recibió una doble nominación como Mejor Novela en los Premios Ignotus y los Premios Kelvin, y fue finalista del certamen Rodando páginas, que selecciona las obras editoriales con mayor potencial de adaptación a la pantalla. La primera edición se agotó en solo dos meses y actualmente se encuentra en su 9ª edición, habiéndose vendido en más de 20 países. También cuenta con una adaptación a juego de mesa, publicada en 2021 por la editorial GenXGames.
Su segunda novela, Neimhaim. El azor y los cuervos (Plaza&Janés - Penguin Random House, 2018) también fue nominada al Premio Ignotus a Mejor Novela Nacional 2019 y resultó finalista a los European Science Fiction Awards 2019 en la categoría de Mejor Novela. Con esta última nominación se convirtió en la primera escritora española en resultar finalista en el apartado de Best Written Work.
La tercera entrega de la saga Neimhaim, La Loba Blanca, será publicada también por Plaza&Janés el 28 de noviembre de 2024.
Al margen de la saga Neimhaim, Aranzazu ha publicado con RBA cinco novelas cortas sobre el dios Loki en la colección Mitos Nórdicos, traducidas al francés, italiano, checo, polaco y portugués, y otros dos títulos protagonizados por Morgana en la colección Las Crónicas de Excalibur.
En el área de no ficción, ha publicado libros de divulgación histórica para niños sobre la Edad Media y la evolución humana. En el género de literatura infantil, cuenta con varios libros de relatos infantiles.
También ha participado en varias antologías: Cuentos desde el otro lado (Nevsky, 2016), Ende Interminable (Tinta Púrpura, 2020) y Prisma. Antología, Año uno (Marli Brosgen, 2022). 

## Colaboraciones
Apasionada de la mitología nórdica, Aranzazu Serrano Lorenzo ha participado como asesora en los libros infantiles Las aventuras de Thor. La búsqueda del martillo (Molino, 2020) y Las aventuras de Thor. La fuga de Loki (Molino, 2021) de Erik Tordensson. 

## Títulos publicados

### Novela
- Neimhaim. Los hijos de la Nieve y la Tormenta (Plaza & Janés, 2015)
- Neimhaim. El azor y los cuervos (Plaza & Janés, 2018)
- Loki y la profecía del Ragnarök (Gredos/ RBA, 2019)
- Ragnarök y el crepúsculo de los dioses (Gredos/ RBA, 2019)
- Loki y el collar de Freya (Gredos/ RBA, 2019)
- El exilio de Loki (Gredos/ RBA, 2019)
- Balder y el rescate de los dioses (Gredos/ RBA, 2020)
- Morgana y el fuego de la venganza (RBA, 2021)
- Morgana y la falsa Ginebra (RBA, 2022)
- Neimhaim. La Loba Blanca (Plaza & Janés, 2024)

### Relato corto
- El fabricante de unicornios (Antología Cuentos desde el otro lado, Nevsky, 2016)
- La balada de Ayane (Antología Ende interminable, Tinta Púrpura, 2020)
- Los últimos días del Ragnarök (Prisma. Antología, Año uno, Marli Brosgen, 2022)

### Cuentos infantiles
- 365 Cuentos para Soñar (Libsa, 2017)
- Cuentos desde el Corazón (Libsa, 2018)
- Cuentos para Leer en Familia (Libsa, 2018)
- ¡Dulce Navidad! (Libsa, 2018)

### Libros divulgativos
- El Hombre Prehistórico (Libsa, 2018)
- La Edad Media (Libsa, 2018)